# Sausseuzemare-en-Caux
Sausseuzemare-en-Caux is een gemeente in het Franse departement Seine-Maritime (regio Normandië) en telt 396 inwoners (2004). De plaats maakt deel uit van het arrondissement Le Havre.

## Geografie
De oppervlakte van Sausseuzemare-en-Caux bedraagt 3,9 km², de bevolkingsdichtheid is 101,5 inwoners per km².
De onderstaande kaart toont de ligging van Sausseuzemare-en-Caux met de belangrijkste infrastructuur en aangrenzende gemeenten.

## Demografie
Onderstaande figuur toont het verloop van het inwonertal (bron: INSEE-tellingen).
1. ↑  Populations de référence 2022.